# Agrotis bifurca
Agrotis bifurca là một loài bướm đêm trong họ Noctuidae.